# Platáni (ort i Grekland, Mellersta Makedonien)
Platáni är en ort i Grekland.   Den ligger i prefekturen Nomós Péllis och regionen Mellersta Makedonien, i den norra delen av landet, 300 km norr om huvudstaden Aten. Platáni ligger 179 meter över havet och antalet invånare är 466.
Terrängen runt Platáni är huvudsakligen kuperad, men den allra närmaste omgivningen är platt. Runt Platáni är det ganska tätbefolkat, med 83 invånare per kvadratkilometer. Närmaste större samhälle är Édessa, 4,6 km norr om Platáni. 